# イバン・フレスネダ
イバン・フレスネダ・コラーリサ（Iván Fresneda Corraliza、2004年9月28日 - ）は、スペイン・マドリード出身のサッカー選手。スポルティングCP所属。ポジションはDF。

## クラブ経歴
マドリードに生まれ、2014年にレアル・マドリードのカンテラに入団した。しかし、レアル・マドリードには4年の在籍でクラブを離れ、2020年にCDレガネスを経てレアル・バリャドリードのカンテラへ移籍した。2021年からバリャドリードのトップチームに招集され始めると、2022年1月5日、コパ・デル・レイのレアル・ベティス戦にてトップチームデビューを果たした。また、2021-22シーズンはデビュー戦を含めてトップチームにて公式戦2試合に出場した。プリメーラ・ディビシオンデビューは、当時17歳だった2022年9月9日のジローナFC戦である。
2023年8月30日、プリメイラ・リーガのスポルティングCPへの移籍が発表され、5年契約を結んだ。